# Sphenolobus minutus
Sphenolobus minutus är en bladmossart som först beskrevs av Johann Christian Daniel von Schreber, och fick sitt nu gällande namn av Sven Berggren. Sphenolobus minutus ingår i släktet Sphenolobus och familjen Anastrophyllaceae. Inga underarter finns listade i Catalogue of Life.